# Numero di Delannoy
In matematica, data una griglia rettangolare nel 1° quadrante di un sistema di riferimento cartesiano, il numero di Delannoy, {\displaystyle D(m,n)}, descrive il numero di cammini possibili per arrivare dal punto di coordinate (0, 0) al punto di coordinate (m, n), ammettendo di potersi muovere soltanto in verticale e in orizzontale o in diagonale verso nord-est.
Il numero di Delannoy, {\displaystyle D(m,n)}, che prende il nome dal matematico e ufficiale dell'esercito francese  Henri Delannoy, rappresenta anche il numero di allineamenti globali di due sequenze di lunghezza {\displaystyle m} e {\displaystyle n}, il numero di punti in un reticolo intero m-dimensionale che sono al massimo a n passi di distanza dall'origine, e, in un automa cellulare, il numero di celle in un intorno di von Neumann m-dimensionale di raggio n.

## Esempio
Il numero di cammini possibili per arrivare, con le sopraccitate condizioni, al punto di coordinate (3,3) partendo dal punto di coordinate (0,0), ossia il numero di Delannoy D(3,3) è pari a 63, come riportato nella seguente figura:
Il sottoinsieme dato dai cammini che non contengono punti al di sopra della diagonale data da {\displaystyle y=x} costituisce un'altra famiglia di numeri: i numeri di Schröder.

## Disposizione di Delannoy
La disposizione di Delannoy, chiamata anche array di Delannoy, è una matrice infinita di numeri di Delannoy:
| mn | 0 | 1  | 2   | 3     | 4     | 5      | 6      | 7       | 8       |
| -- | - | -- | --- | ----- | ----- | ------ | ------ | ------- | ------- |
| 0  | 1 | 1  | 1   | 1     | 1     | 1      | 1      | 1       | 1       |
| 1  | 1 | 3  | 5   | 7     | 9     | 11     | 13     | 15      | 17      |
| 2  | 1 | 5  | 13  | 25    | 41    | 61     | 85     | 113     | 145     |
| 3  | 1 | 7  | 25  | 63    | 129   | 231    | 377    | 575     | 833     |
| 4  | 1 | 9  | 41  | 129   | 321   | 681    | 1 289  | 2 241   | 3 649   |
| 5  | 1 | 11 | 61  | 231   | 681   | 1 683  | 3 653  | 7 183   | 13 073  |
| 6  | 1 | 13 | 85  | 377   | 1 289 | 3 653  | 8 989  | 19 825  | 40 081  |
| 7  | 1 | 15 | 113 | 575   | 2 241 | 7 183  | 19 825 | 48 639  | 108 545 |
| 8  | 1 | 17 | 145 | 833   | 3 649 | 13 073 | 40 081 | 108 545 | 265 729 |
| 9  | 1 | 19 | 181 | 1 159 | 5 641 | 22 363 | 75 517 | 224 143 | 598 417 |
In tale matrice, i numeri nella prima riga sono tutti 1, i numeri della seconda riga sono i numeri dispari, i numeri della terza riga sono i numeri quadrati centrati e i numeri della quarta riga sono i numeri ottaedrici centrati. Gli stessi numeri possono poi essere ordinati in una disposizione triangolare che ricorda il triangolo di Pascal, chiamata, in cui ogni numero è dato dalla somma dei tre numeri formanti un triangolo sopra di esso:
```
            1
          1   1
        1   3   1
      1   5   5   1
    1   7  13   7   1
  1   9  25  25   9   1
1  11  41  63  41  11   1
```

## Numeri di Delannoy centrali
I numeri di Delannoy centrali, D(n) = D(n,n), sono i numeri relativi a una griglia quadrata di dimensione n × n.  I primi numeri centrali di Delannoy (partendo dal caso n=0) sono:
1, 3, 13, 63, 321, 1 683, 8 989, 48 639, 265 729, ...

## Calcolo

### Numeri di Delannoy
Per raggiungere il punto di coordinate {\displaystyle (m,n)}, per {\displaystyle k} passi diagonali ci devono essere {\displaystyle m-k} passi in direzione {\displaystyle x} e {\displaystyle n-k} passi in direzione {\displaystyle y}; poiché tali passi possono essere compiuti in qualunque ordine, il numero dei cammini possibili è per raggiungere il suddetto punto è data dal coefficiente multinomiale {\displaystyle {\binom {m+n-k}{k,m-k,n-k}}={\binom {m+n-k}{m}}{\binom {m}{k}}}. Quindi, sia ha la seguente espressione in forma compatta:
{\displaystyle D(m,n)=\sum _{k=0}^{\min(m,n)}{\binom {m+n-k}{m}}{\binom {m}{k}}.}
Un'espressione alternativa è data dalla da:
{\displaystyle D(m,n)=\sum _{k=0}^{\min(m,n)}{\binom {m}{k}}{\binom {n}{k}}2^{k}}
o dalla serie infinita:
{\displaystyle D(m,n)=\sum _{k=0}^{\infty }{\frac {1}{2^{k+1}}}{\binom {k}{n}}{\binom {k}{m}}.}
E anche da:
{\displaystyle D(m,n)=\sum _{k=0}^{n}A(m,k),}
dove {\displaystyle A(m,k)} è data dalla successione "A266213".
Si vede che la relazione di ricorrenza fondamentale per i numeri di Delannoy è:
{\displaystyle D(m,n)={\begin{cases}1&{\text{Se }}m=0{\text{ o }}n=0\\D(m-1,n)+D(m-1,n-1)+D(m,n-1)&{\text{altrimenti}}\end{cases}}}
Tale relazione di ricorrenza conduce direttamente alla funzione generatrice:
{\displaystyle \sum _{m,n=0}^{\infty }D(m,n)x^{m}y^{n}=(1-x-y-xy)^{-1}.}

### Numeri di Delannoy centrali
Sostituendo {\displaystyle m=n} nella prima espressione in forma compatta sopra riportata, utilizzando la sostituzione {\displaystyle k\leftrightarrow n-k} e un po' di algebra si ottiene:
{\displaystyle D(n)=\sum _{k=0}^{n}{\binom {n}{k}}{\binom {n+k}{k}},}
mentre la seconda espressione conduce a:
{\displaystyle D(n)=\sum _{k=0}^{n}{\binom {n}{k}}^{2}2^{k}.}
I numeri di Delannoy centrali  soddisfano inoltre la seguente relazione di ricorrenza a tre termini:
{\displaystyle nD(n)=3(2n-1)D(n-1)-(n-1)D(n-2),}
e hanno la seguente funzione generatrice:
{\displaystyle \sum _{n=0}^{\infty }D(n)x^{n}=(1-6x+x^{2})^{-1/2}.}
Il comportamento asintotico dominante dei numeri di Delannoy centrali è dato da:
{\displaystyle D(n)={\frac {c\,\alpha ^{n}}{\sqrt {n}}}\,(1+O(n^{-1}))}
dove 
{\displaystyle \alpha =3+2{\sqrt {2}}\approx 5,828}
e 
{\displaystyle c=(4\pi (3{\sqrt {2}}-4))^{-1/2}\approx 0,5727}.